# Litière
Pour les articles homonymes, voir Litière (homonymie).

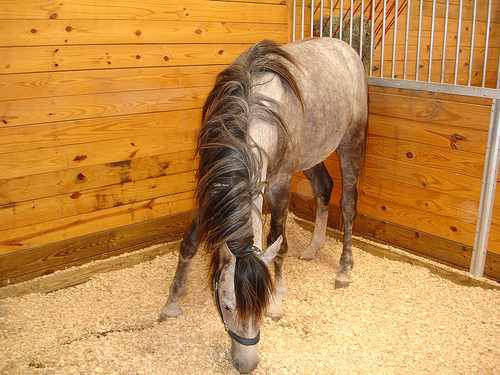
Cheval humant sa litière fraîche.

Une litière est un matériau répandu sur le sol pour qu'un animal s'y repose ou fasse ses besoins. Généralement placée à l'intérieur, elle est utilisée pour isoler du sol, assurer le couchage et absorber l'humidité. Par extension une litière désigne aussi le contenant offert aux animaux de compagnie pour y recueillir uniquement leurs déjections. Traditionnellement constituée de paille, de tourbe ou de sable, de nos jours les éleveurs disposent de nombreux matériaux destinés à servir de litière, plus performants ou mieux adaptés à chaque espèce et à chaque usage, tout en respectant les exigences économiques, sanitaires et environnementales.

## Étymologie
Au sens de « couche de paille pour les bêtes », le mot est attesté dès 1150. Il dérive du mot lit (lectus en latin) auquel on a ajouté le suffixe « -ière ».
Dans des conditions primitives d'hébergement, ce mot est aussi employé à propos des humains, tant pour désigner un empilement de végétaux faisant office de lit que pour désigner le revêtement couvrant le sol d'une case ou d'un cachot.

## Caractéristiques d'une litière

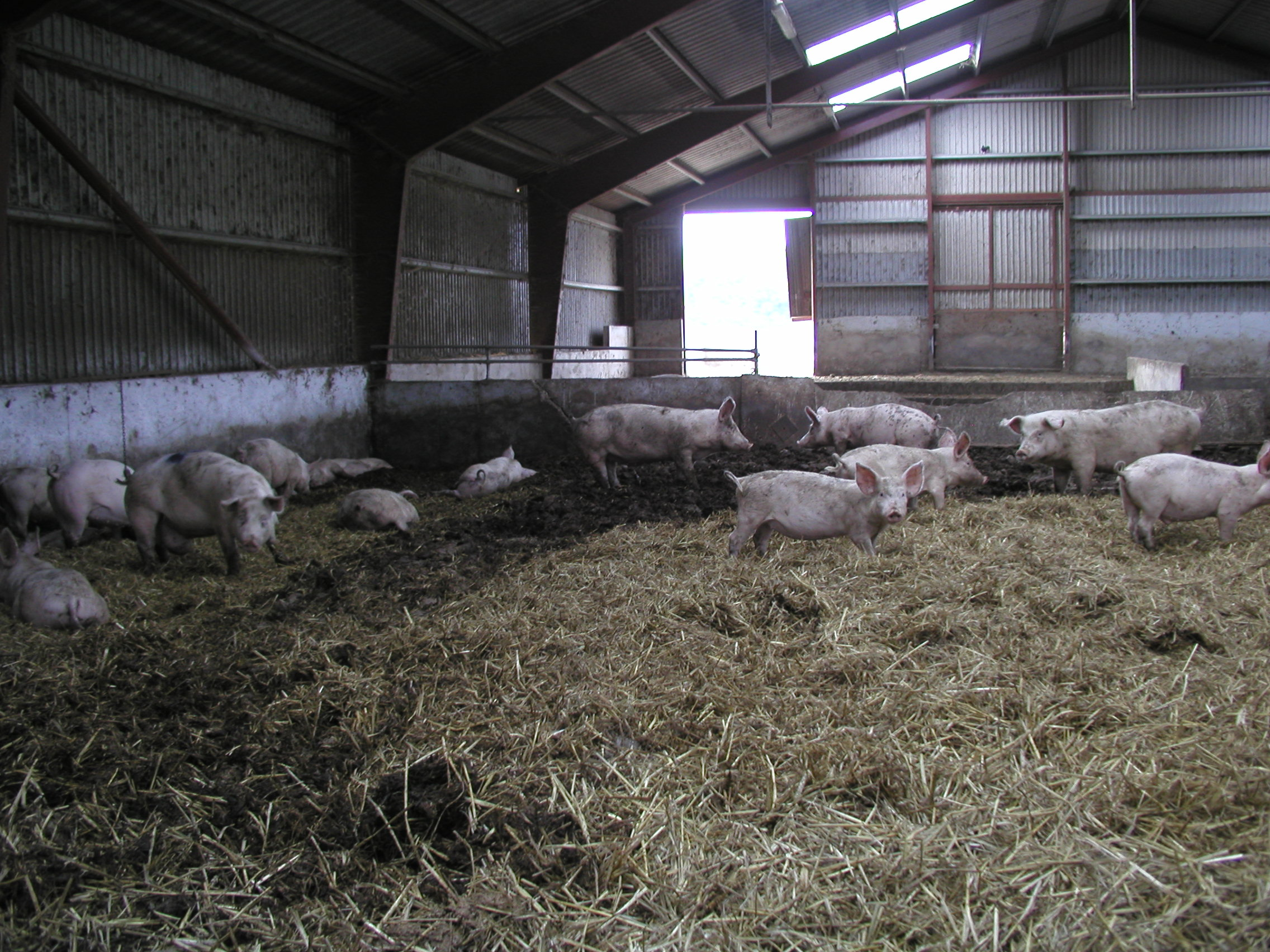
Porcs sur une épaisse litière de paille.

Il n'existe pas de litière parfaite.

### Usage
Une bonne litière doit être, le plus possible : non toxique, absorbante (urine et odeurs), confortable, isolante, hygiénique, économique, biodégradable, recyclable et pratique,.
La litière est aussi une distraction car elle joue un rôle dans la recherche de nourriture et le jeu. Elle sert aussi à certaines espèces pour confectionner leur nid.
La litière ne doit pas coller aux pattes ni aux sabots. Elle est de préférence dépoussiérée pour ne pas causer une gêne respiratoire.

### Inconvénients
La litière peut favoriser le parasitisme, les infections ou les blessures.
Parfois il est préférable de ne pas utiliser de litière et conserver le sol nu, en particulier pour les animaux qui descendent rarement au sol ou ceux qui salissent beaucoup. La litière peut aussi gêner le suivi médical en cachant les excréments, les traces d'avortement ou de menstruations.
Aucune litière n'est utilisée dans les élevages en batterie ou sur caillebottis pour des raisons de gain de temps, d'hygiène, d'économie, d'entretien, etc.
L'évacuation des litières souillées pose aussi des problèmes sanitaires ou écologiques.

## Matériaux

### Minéraux

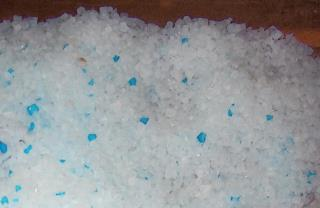
Litière à base de gel de silice

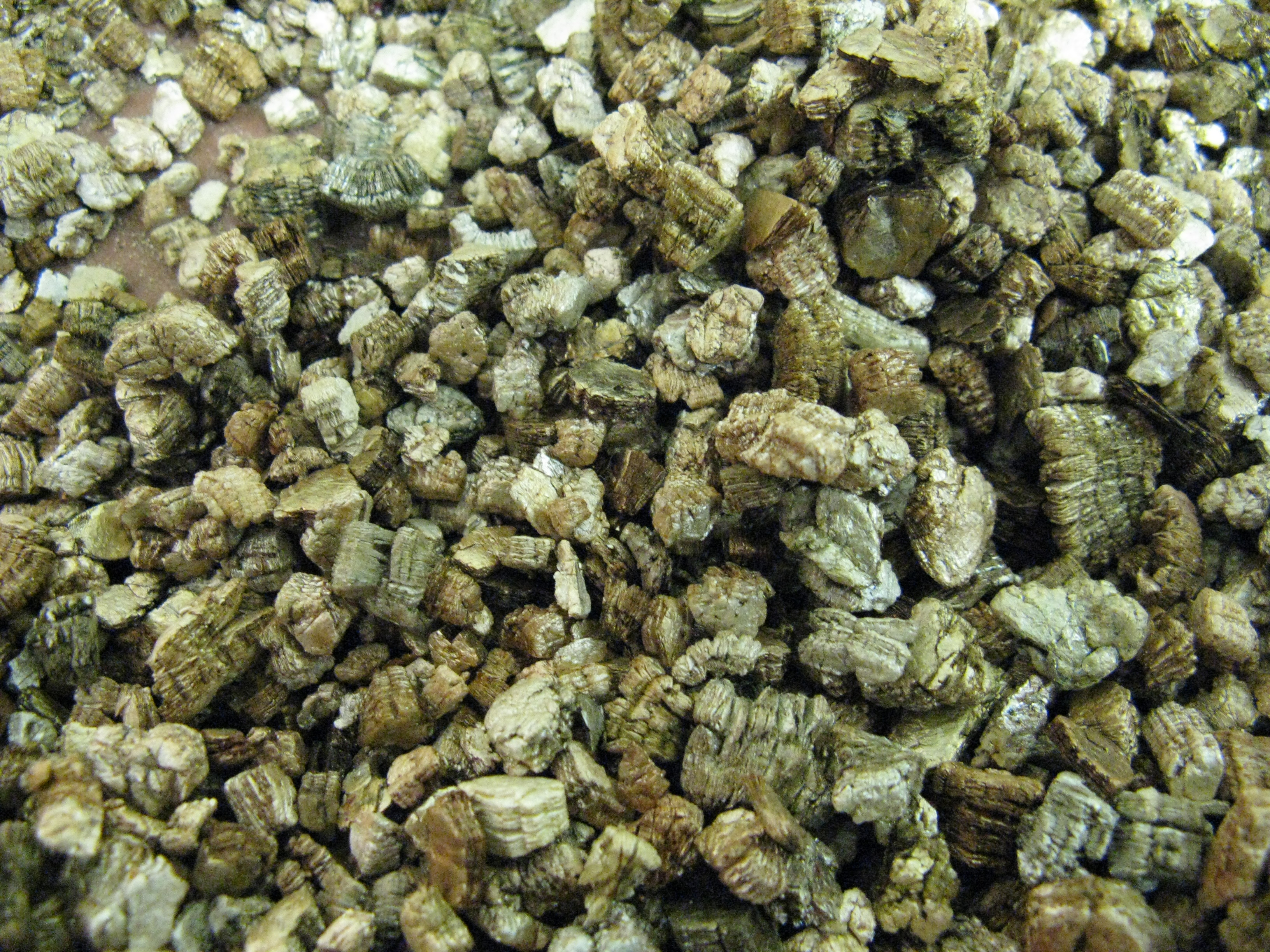
Vermiculite pour terrarium

Les terres argileuses sont les plus courantes (sépiolite, attapulgite, bentonite, etc.). Elles sont traitées de façon à être plus ou moins agglomérantes, parfumées, dépoussiérées, anti-bactériennes ou anti-statiques. La bentonite a l'avantage par exemple d'être compostable.
Le sable est un matériau lourd qui ne retient pas l'urine mais il reste neutre et peut se laver. Il a été abandonné comme litière du chat mais il est souvent utilisé dans les enclos des zoos et pour les oiseaux. Le sable quartzeux convient bien aux terrariums.
La petite pierre ou la vermiculite sont des litières adaptées à certains nouveaux animaux de compagnie (NAC).
Plus la litière est agglomérante, plus il est possible d'ôter des agglomérats minéral-urine-selle avec une pelle tamisée. Ces agglomérats se jettent à la poubelle pour enfouissement (parfois incinération) et non pas à l'égout (cuvette WC).
La litière à base de gel de silice absorbe très bien les odeurs d'urine. Cependant elle n'absorbe pas les odeurs de selle, or, il est possible (mais pas forcément souhaité) d'ôter les selles à la main avec du papier toilette, ou avec une pelle tamisée.
Avec les premiers modèles de cristaux, il convenait de vérifier que les cristaux n'étaient pas tranchants car les cas de coupures des pattes ou des coussinets étaient fréquents. Ce matériau est plus coûteux au kilogramme que l'argile mais il dure plus longtemps, en ce qui concerne les odeurs d'urine. Ce type de litière est généralement proposé à l'usage des chats ou des petits rongeurs.

### Végétaux

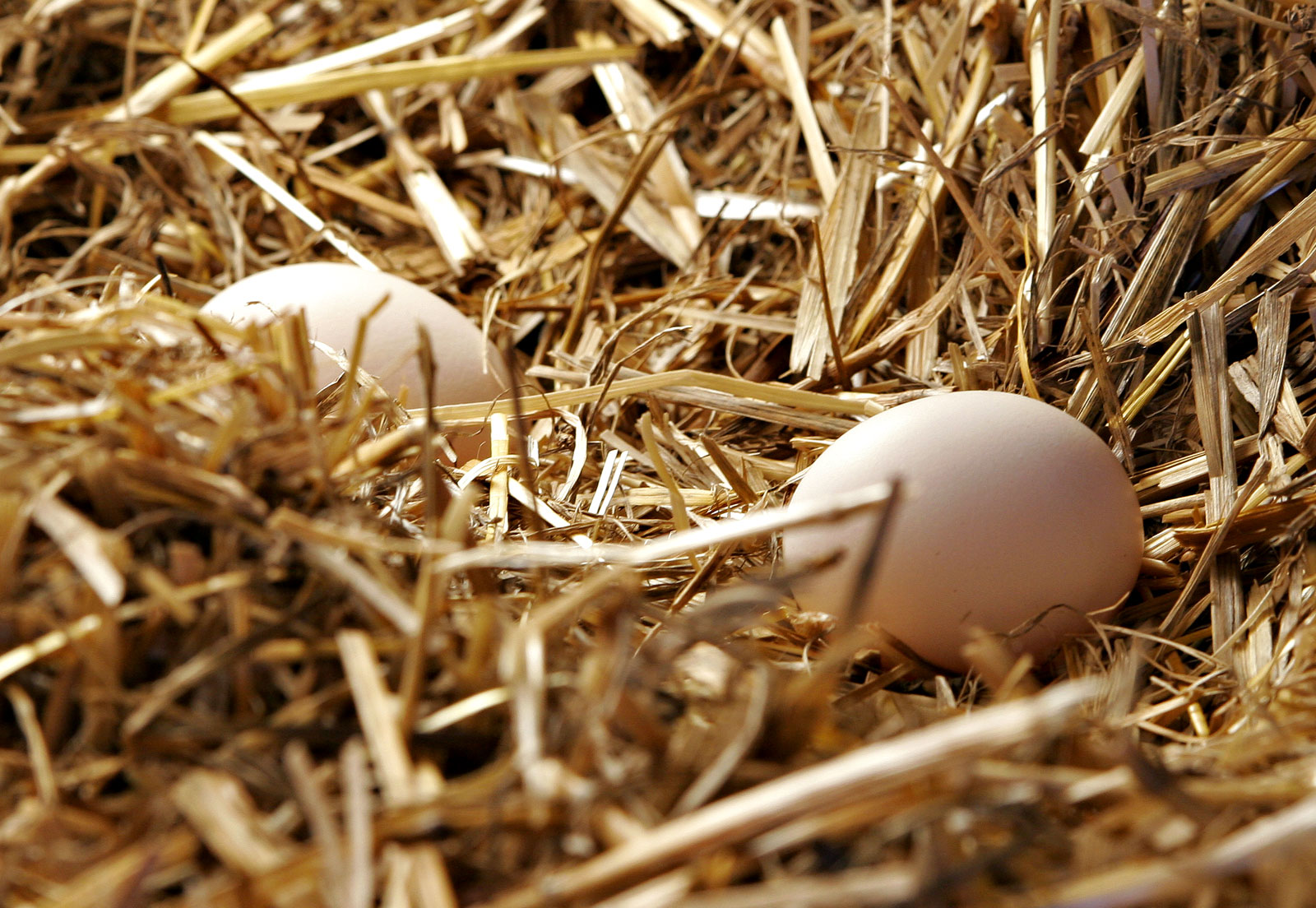
Œufs de poule sur de la paille

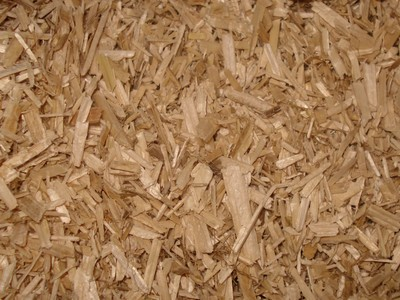
Litière de chanvre

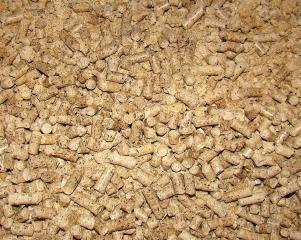
Granulés végétaux

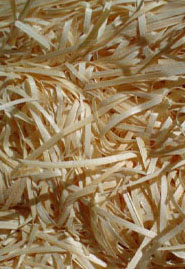
Frisure de bois

C'est la paille naturelle qui est utilisée traditionnellement dans les fermes d'élevage et les haras. Économique et facile à trouver, elle peut néanmoins présenter des inconvénients sanitaires si elle est poussiéreuse ou trop humide. La paille existe aussi en granulés.
Le bois, qui neutralise naturellement l'ammoniac, est proposé sous forme de sciure de bois, de copeaux (ou ripe de bois au Québec), de frisure ou d'éclats de bois, plus ou moins gros, d'écorce ou bien de granulés de bois. Ils doivent provenir de bois ni traités, ni tranchants.

Les granulés sont moins irritants pour les voies respiratoires.
Les copeaux de bois sont de bons absorbants, souvent économiques et exempts de moisissures mais ils peuvent coller aux pattes et contenir des poussières. C'est un matériau qui se décompose lentement et acidifie les sols.

Il s'agit généralement de conifères et surtout de pin. Les essences comme le cèdre sont à utiliser avec précaution car elles peuvent se révéler toxiques pour certaines espèces. On trouve aussi du sapin de Douglas, les éclats de bois de hêtre et le substrat d'écorce de pin.
On utilise aussi la litière à base de plantes cultivées, en copeaux ou en granulés :
Esthétique, la litière de chanvre à base de chènevotte, a une meilleure absorption de l'urine et de l'ammoniac que la mousse de tourbe ou les copeaux de bois. Il s'agit de chanvre de type industriel, dénué des principes actifs du cannabis. Dépoussiérée c'est une bonne litière qui économise en plus des manipulations et réduit le volume de stockage nécessaire. De plus, elle se composte facilement. Son coût plus élevé serait compensé par ses qualités mais, hélas, il n'est pas toujours facile de s'en procurer en grande quantité, les coûts de transports se révèlent alors parfois élevés.
La litière de lin est faite avec la tige centrale de la plante qui, une fois broyée, donne l'anas de lin. Très absorbante, peu poussiéreuse et économique elle retient cependant mal les odeurs et il faut l'aérer régulièrement. Elle convient bien aux chevaux et aux animaux à pattes fragiles.
La litière de maïs est obtenue par broyage des rafles situées au cœur des épis. Elle est très absorbante, pas poussiéreuse ni fibreuse et retient assez bien les odeurs mais ses particules dures ne sont pas très confortable pour les petits animaux.
La litière de coton est douce, souple, absorbante et retient bien les odeurs mais elle est peu distribuée sur le marché.
La tourbe est utilisée traditionnellement dans les régions de landes, au sol pauvre, où la paille se fait rare.

Sous forme de mousse de tourbe, elle appréciée pour faire la litère des chevaux. Elle présente une bonne absorption et rapidité de compostage mais sa qualité esthétique est discutable à cause de sa couleur sombre.
Le substrat de tourbe blonde convient bien pour certains terrariums.
La cellulose donne une litière douce, très absorbante et sans poussière qui donne très peu d'allergies. Mais c'est un matériau cher et qui est peu commercialisé en dehors des États-Unis.
Les feuilles mortes et la terre sont parfois aussi utilisées dans la litière des zoos.
Le foin est parfois aussi utilisé en litière, faute de mieux, quand il ne sert pas à l'alimentation. Souvent poussiéreux, il n'absorbe ni les odeurs ni l'urine.
Divers autres végétaux sont utilisés localement ou ont été utilisés dans le passé : les ajoncs, le buis, la bruyère, l'excédent de bagasse de canne à sucre, la fougère-aigle, les genêts, le miscanthus, etc.

### Papier recyclé

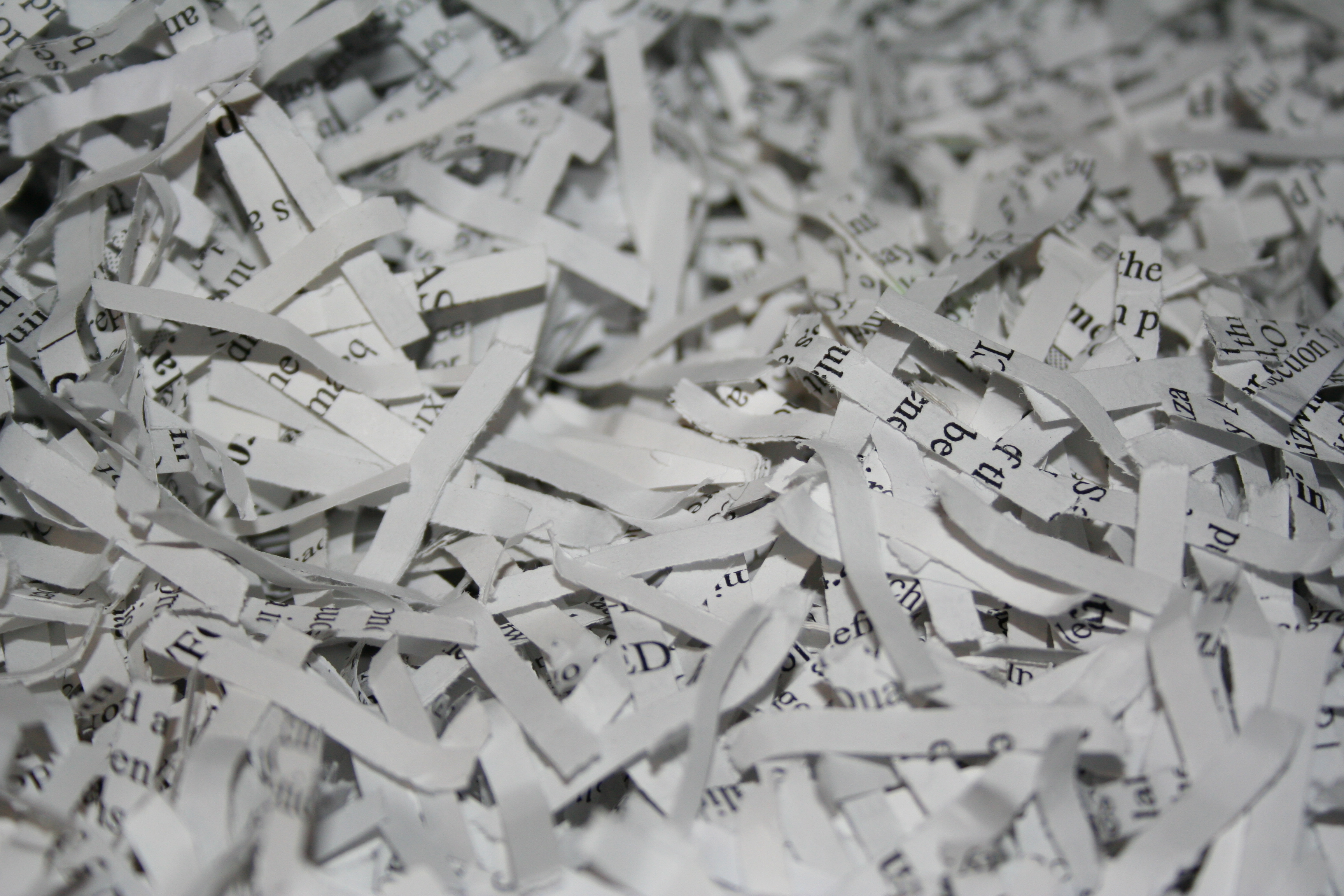
Papier recyclé, coupé en lanières.

Le papier recyclé est un matériau léger et écologique. Il convient toutefois de s'assurer que ce produit ne contiennent pas de résidus toxiques pour certaines espèces.
Le papier journal découpé en lanières ou les annuaires téléphoniques déchiquetés sont utilisés par exemple pour la litière des chevaux. Pour ces animaux il n'y a pas de problèmes de contamination avec des métaux lourds ou des éléments toxiques. De point de vue respiratoire, mieux que la paille, ce type de litière est comparable aux copeaux de bois bien que donnant un aspect plus poussiéreux aux animaux. La qualité d’absorption des liquides et de l'ammoniac est très bonne.
On peut aussi trouver des granules de papier recyclé, destinés entre autres aux chats et petits rongeurs.

### Plastique
La litière en matière plastique ressemble à de la paille. Elle est lavable, donc recyclable. Composée de 70 % de polyéthylène et 30 % d’amidon de maïs, les fibres mesurent 0,32 cm de largeur et 46 cm de longueur.
Pour les chiens, elle existe aussi sous forme de pelouse artificielle, lavable et résistante à l'urine.
Cette litière artificielle ne génère pas de poussières mais n'absorbe rien. Une fois lavée au jet d'eau elle doit sécher jusqu'à une douzaine d'heures avant réutilisation. Cette litière synthétique recyclable peut malgré tout contribuer à la pollution environnementale, notamment par l'écoulement des eaux de lavage, souillées d'urine, dans les égouts et les cours d’eau.

## Litière adaptée à l'animal
Il convient d'adapter la litière selon chaque espèce.

### Animaux de ferme ou de haras
La litière est utilisée pour assurer l'hygiène et le confort du bétail et des chevaux quand ils sont maintenus à l'intérieur.
Traditionnellement en paille de blé, elle est aussi souvent à base de bois, de tourbe ou plus rarement de papier et divers matériaux végétaux.
Les volailles sont élevées surtout sur de la paille ou des copeaux de bois, dépoussiérés de préférence.

### Chats et autres carnivores
Il est recommandé d'éloigner le plus possible la litière du carnivore de ses gamelles et de sa couche, en la plaçant si possible aux toilettes, ou à défaut dans la cuisine au coin opposé à celui des gamelles. Pour le moins de salissures, la litière est placée sur sol carrelé. Pour éviter les projections la litière comporte un toit, et l'entrée est tournée vers le mur, à une distance réduite à la largeur de l'animal.

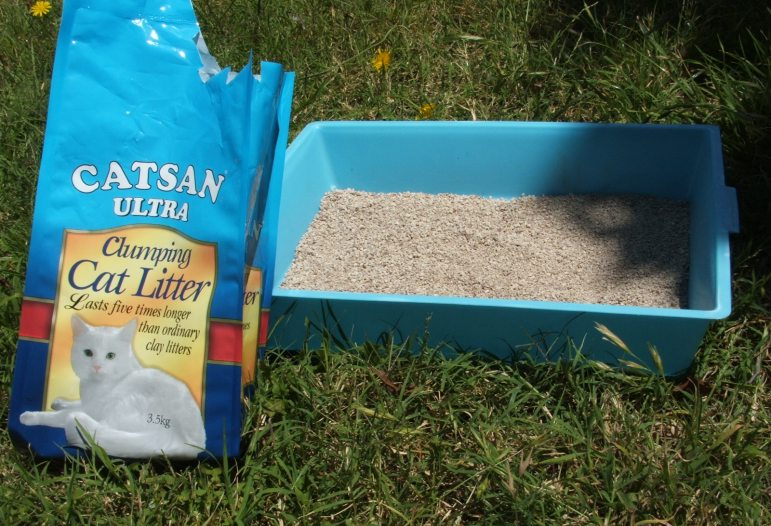
Litière pour chat à base d'argile agglomérante

Les chats d'intérieur apprennent avec une admirable facilité à faire leurs déjections dans un bac contenant de la litière, généralement minérale : argile, plus ou moins agglomérante, ou gel de silice. L'apprentissage est généralement immédiat, mais est parfois facilité en présentant de l'orge (Herbe à chat) puis en l'amenant jusqu'à la litière. L'habitude est prise si les déjections en dehors de la litière sont discrètement et rapidement nettoyées. Au contraire l'habitude est retardée si les déjections en dehors de la litière sont présentées sévèrement au chat. Néanmoins, les purges (vomi), ne se font pas dans la litière mais plutôt à l'improviste ou à l'abri d'un meuble.
Il existe des bacs spéciaux destinés aux chats, en matière plastique pour être facilement lavables. Ils vont du modèle basique, simple bac avec un bord relevé et parfois courbé vers l'intérieur pour retenir les projections, aux maisons de toilette avec toit amovible, porte battante et un filtre à charbon qui retient les odeurs.
Certains chats préfèrent malgré tout la terre des jardinières (fleurs) ou les toilettes humaines pour faire leurs besoins.
Des « litières » automatiques, sortes de toilettes auto nettoyantes robotisées, à tamis intégré, sont même désormais proposées pour éviter les corvées de nettoyage quotidien.
Les furets peuvent avoir une litière d'argile pour faire leurs besoins. Pour le reste de la cage on utilise des vieux tissus, du foin, des copeaux, etc.
Il est possible aussi d'habituer un chiot à faire sur une litière, installée à l'intérieur ou à l'extérieur. Une serpillère (ou un drap) étendue sur le sol (à un emplacement différent de la couche) peut être désignée à un chien adulte pour uriner s'il est temporairement impossible de sortir (tempête, déplacement professionnel, etc.).

### Petits animaux de compagnie et zoos
Chaque espèce a ses exigences.

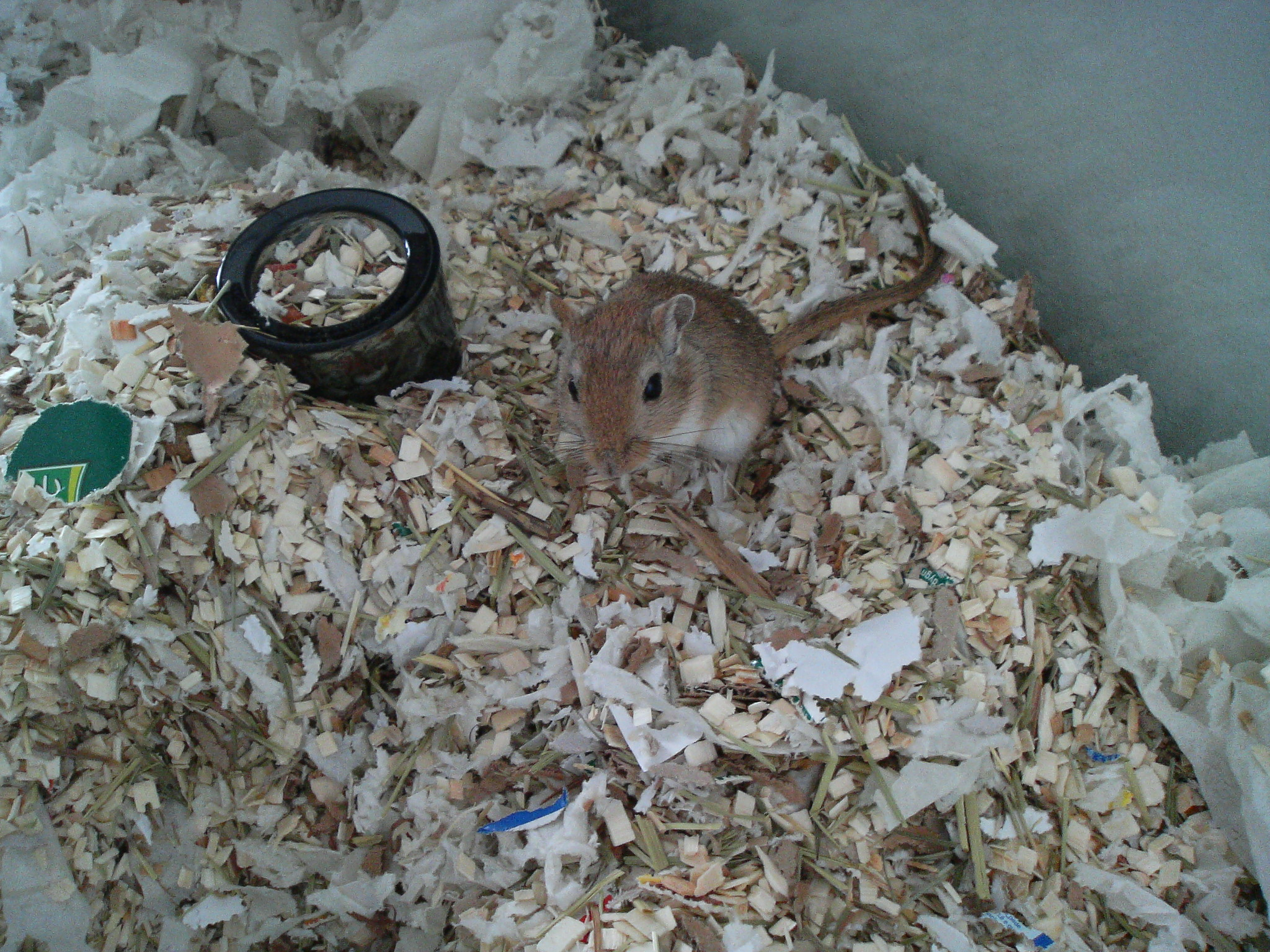
Gerbille sur sa litière, mélange de copeaux de bois et de papier ou carton rongés

Les oiseaux en cage apprécient le sable à picorer et à gratter. Du sable fin aromatisé à l'anis est vendu spécialement à leur intention.
Les rongeurs, par exemple, sont sensibles à la poussière qui s'en dégage et aux résidus toxiques qu'elle peut contenir. Par exemple les vieux journaux ne sont pas adaptés car ils contiennent des encres d'imprimerie potentiellement toxiques.
Les lapins de compagnie peuvent apprendre à utiliser un bac à litière pour chat. Il existe aussi des bacs d'angle, à mettre dans les cages à l'emplacement réservé aux déjections.
Les araignées, lézards ou insectes s'accommodent souvent de copeaux ou de granulés, comme ceux de sapin de Douglas ou de chanvre, mais certaines espèces ont des besoins particuliers comme de la petite pierre, de la tourbe, de la vermiculite, du sable, etc.
Les grands primates préfèrent la paille pour fourrager, jouer et faire leur nid mais les petites espèces vivent généralement sur de la sciure, des copeaux, de la frisure ou des écorces de bois. D'autres espèces de primates, plus délicates, requièrent des matériaux plus proches de leurs conditions d'habitat naturel comme des feuilles mortes, du sable ou de la terre. Enfin, les espèces qui descendent rarement au sol ou celles qui sont très salissantes n'ont besoin que d'un sol nu.

## Données commerciales

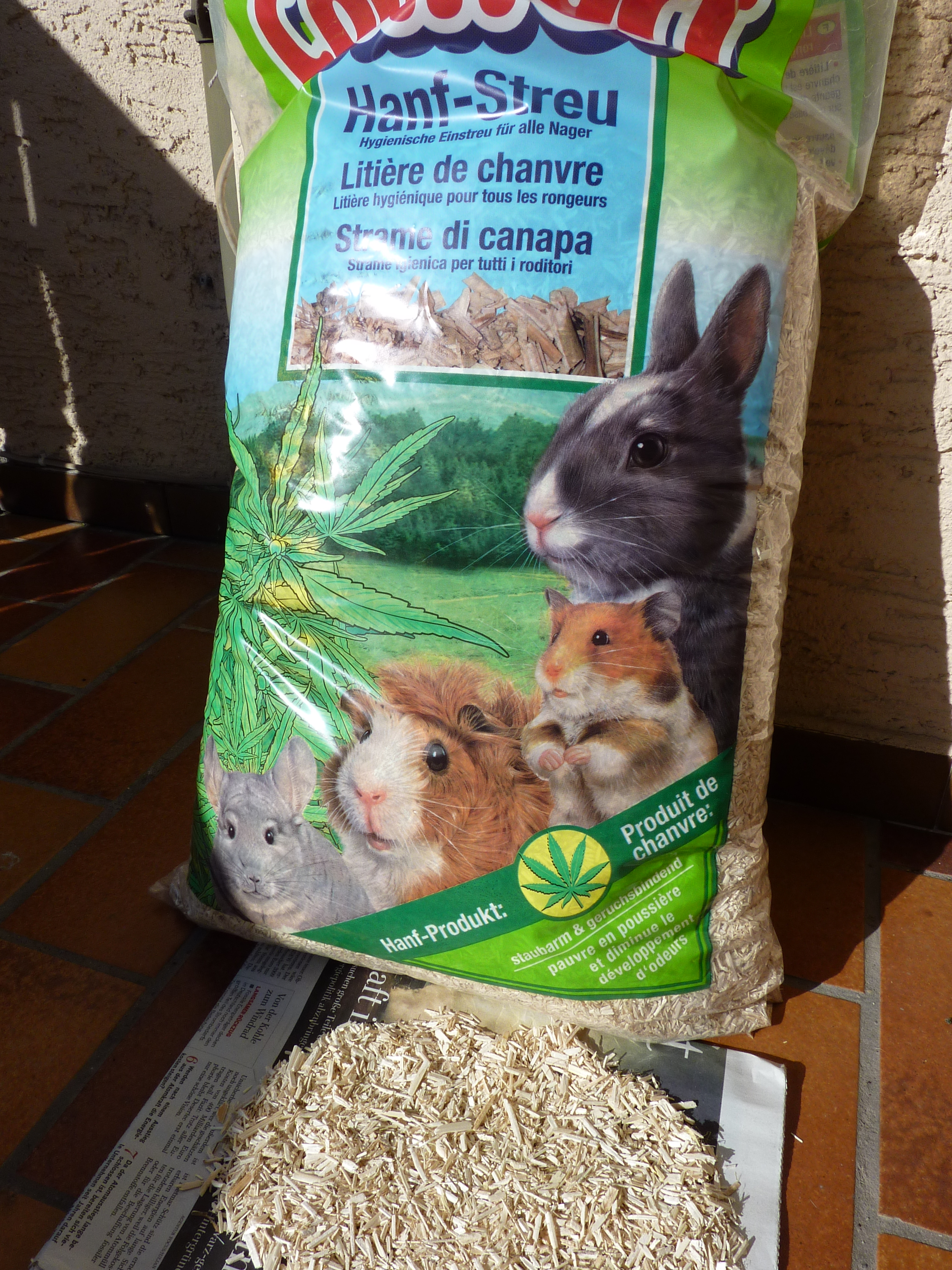
Litière de chanvre vendue en sac de 30 L pour les rongeurs

Pour les gros animaux la litière est disponible en vrac. La distribution en balles compactées, le plus souvent vendues au kilogramme, convient bien pour la paille au détail, le foin ou les copeaux. Diverses qualités de litières sont commercialisées en sacs de plastique ou de papier, vendus au litre ou au kilogramme, principalement destinés aux chats et autres petits animaux de compagnie.
Rien qu'en France, le marché des litières pour chats représente en 2010 en volume 280 000 t par an et les fabricants rivalisent constamment pour innover. Le marché européen de la litière pour chat représente environ un volume de 1 500 000 t[réf. nécessaire].

## Données environnementales
Les litières portant le moins atteinte au climat par l'émission de dioxyde de carbone seraient celles fabriquées à partir de déchets de matières premières renouvelables : le bois, le papier ou la cellulose. Elles sont aussi moins consommatrices d'énergie, aussi bien pour leur transport que pour leur processus de fabrication.

## Devenir des litières souillées

### Produits dérivés

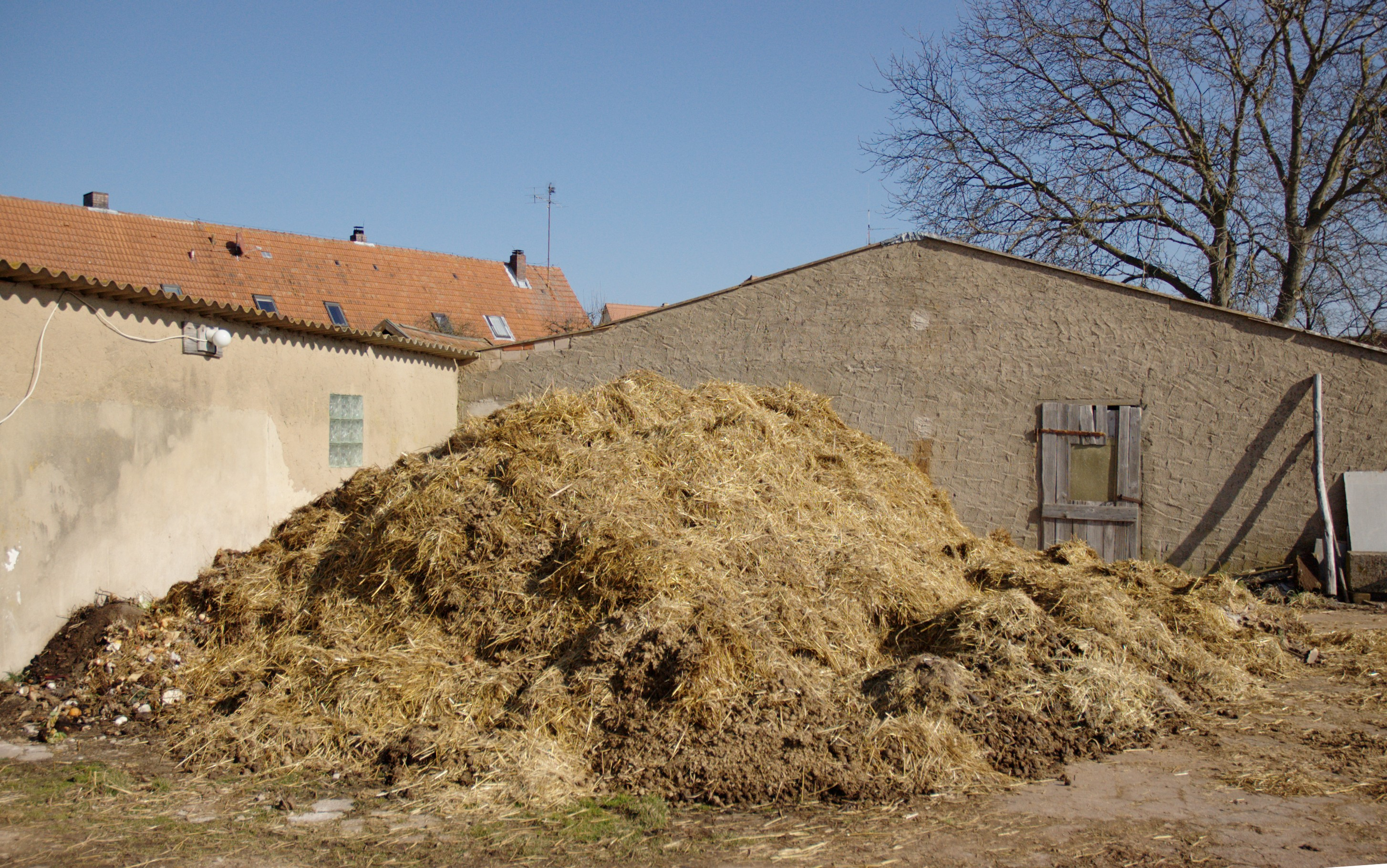
Fumier constitué de litière de paille

Les litières souillées d'excréments étant des réservoirs de germes pathogènes et des causes importantes de propagation en cas de pandémie, elles doivent être correctement traitées avant d'être recyclées. Voir par exemple les consignes demandant d'y éliminer tout virus en cas de risque pandémique lié à la grippe aviaire.
La litière usagée peut être entreposée pour faire du fumier ou du lisier et servir d'engrais organique, éventuellement après méthanisation.
La litière biodégradable des petits animaux peut enrichir le compost.
Certains mélanges de copeaux et de fibres végétales destinés aux chevaux peuvent servir de revêtement de sol pour les pistes, carrières et manèges équestres ou être utilisés comme amendement de cultures.
La paille mélangée au crottin de cheval sert aussi de substrat dans des champignonnières.

### Élimination
Les litières souillées sont des réservoirs privilégiés de zoonoses. Il est ainsi recommandé, par exemple, de porter des gants pour nettoyer le plat du chat ou autres litières susceptibles de propager des germes pathogènes comme la toxoplasmose.
L'usage massif des litières pour chat augmente significativement le volume et le poids des ordures ménagères. Pour y remédier, certaines marques proposent des matériaux totalement biodégradables, jetables aux toilettes, compostables ou combustibles. Mais pas n'importe comment, à cause des risques de propagation des germes. Ainsi, il est préférable d'éliminer dans la poubelle de déchets ordinaires les litières pour chat d'origine minérale ou cellulosique. Les litières biodégradables peuvent éventuellement être ajoutées au compost communal, mais pas familial.
 
Toutefois, de nombreuses communes recommandent plutôt de mettre les litières pour animaux avec les ordures ménagères pour être incinérées.

## Litières pour animaux de compagnie
Les litières utilisées pour les animaux domestiques, notamment les chats, sont conçues pour absorber l’urine et contenir les excréments, facilitant leur nettoyage. Elles sont généralement composées de granulés absorbants (argile, silice, bois, etc.).
Depuis les années 2010, des modèles automatisés sont apparus. Les litières automatiques fonctionnent à l’aide de capteurs de mouvement ou de poids, déclenchant un cycle de nettoyage quelques minutes après le passage du chat. Le mécanisme peut inclure un raclage mécanique, un tamisage automatique ou un rinçage à l’eau avec des granulés lavables. Certains modèles sont connectés à une application mobile pour suivre les habitudes de l’animal ou signaler le niveau de remplissage du bac.

### Biographie
- Anne Baltazart, 2010. Propriétés physiques, chimiques, biologiques et nutritives des litières en élevage de volailles. Thèse pour le Doctorat vétérinaire, présentée le 20 mai 2010 à la Faculté de médecine de Créteil. Lire en ligne.